# Желаево (Рязанская область)
Желаево — опустевшая деревня в Кадомском районе Рязанской области. Входит в Енкаевское сельское поселение.

## География
Находится в восточной части Рязанской области на расстоянии приблизительно 12 км на север-северо-восток по прямой от районного центра поселка Кадом.

## История
В 1862 году здесь (тогда деревня Темниковского уезда Тамбовской губернии) было учтено 14 дворов.

## Население
Численность населения: 192 человека (1862), 5 в 2002 году (русские 100 %), 0 в 2010.